# El romance de Astrea y Celadón
El romance de Astrea y Celadón (en francés: Les Amours d'Astrée et de Céladon) es una película romántica de 2007 dirigida por Éric Rohmer y protagonizada por Stéphanie Crayencour y Andy Gillet. Basada en la novela de Honoré d'Urfé La Astrea, es la obra póstuma de Rohmer. Fue presentada el 5 de septiembre de 2007.

## Argumento
En un bosque maravilloso de la Galia del siglo V, un pastor llamado Celadón se enamora de Astrea. Convencida de que la está engañando, lo abandona. Céladon se tira al río para suicidarse pero es salvado por una ninfa. Celadón intenta reencontrarse con Astrea.

## Reparto
- Andy Gillet como Celadón
- Stéphanie Crayencour como Astrea
- Cécile Cassel como Leonida
- Véronique Reymond como Galathée
- Rosette como Sylvie
- Jocelyn Quivrin como Lycidas
- Mathilde Mosnier como Filis
- Rodolphe Pauly como Hylas
- Serge Renko como Adamas
- Arthur Dupont como Semyre
- Priscilla Galland como Amynthe

## Acogida del público
La película tuvo opiniones diversas de la crítica. Peter Bradshaw del The Guardian le dedicaba palabras elogiosas diciendo de ella que "es una película tranquilamente deliciosa, que pone tranquilamente su fe en la poesía y el idealismo. Se realiza con serena confianza y aplomo, y logra ser delicadamente conmovedora, misteriosa y a menudo erótica." Más duro fueron otros críticos como Carlos Boyero al escribir que la película es "Un insoportable bla, bla, bla entre cursis pastorcillos medievales".